# Chris Cagle
Christopher Norris Cagle, detto Chris (DeRidder, 10 novembre 1968), è un cantautore statunitense esponente di musica country.

## Discografia

### Album in studio
- 2000 - Play It Loud
- 2003 - Chris Cagle
- 2005 - Anywhere but Here
- 2008 - My Life's Been a Country Song
- 2012 - Back in the Saddle

### Raccolte
- 2010 - The Best of Chris Cagle
- 2012 - 10 Great Songs
- 2013 - Icon